# NGC 2911
NGC 2911 = Arp 232  ist eine linsenförmige Galaxie mit aktivem Galaxienkern vom Hubble-Typ S0 im Sternbild Löwe auf der Ekliptik. Sie ist schätzungsweise 139 Millionen Lichtjahre von der Milchstraße entfernt und hat einen Durchmesser von etwa 160.000 Lichtjahren. 
Im selben Himmelsareal befinden sich u. a. die Galaxien NGC 2913, NGC 2914, NGC 2919.
Halton Arp gliederte seinen Katalog ungewöhnlicher Galaxien nach rein morphologischen Kriterien in Gruppen. Diese Galaxie gehört zu der Klasse Galaxien mit konzentrischen Ringen.
Das Objekt wurde am 11. März 1784 von Wilhelm Herschel entdeckt.

## NGC 2911-Gruppe (LGG 177)
| Galaxie   | Alternativname | Entfernung/Mio. Lj |
| --------- | -------------- | ------------------ |
| NGC 2911  | PGC 27159      | 137                |
| PGC 27167 |                | 148                |
| NGC 2913  | PGC 27184      | 131                |
| NGC 2914  | PGC 27185      | 136                |
| NGC 2939  | PGC 27451      | 144                |
| PGC 27784 | MCG +02-25-022 | 138                |
| PGC 27959 | UGC 5216       | 141                |